# 安娜·拉多维奇
安娜·拉多维奇（1986年8月21日—），生于萨拉热窝，黑山女子手球运动员。她曾代表黑山国家队参加2012年夏季奥林匹克运动会手球比赛，获得一枚银牌。